# Marvel Loch
Marvel Loch är en gruva i Australien. Den ligger i kommunen Yilgarn och delstaten Western Australia, omkring 350 kilometer öster om delstatshuvudstaden Perth.
Trakten runt Marvel Loch är nära nog obefolkad, med mindre än två invånare per kvadratkilometer.. Närmaste större samhälle är Mount Palmer, omkring 19 kilometer öster om Marvel Loch. 
Omgivningarna runt Marvel Loch är i huvudsak ett öppet busklandskap. Genomsnittlig årsnederbörd är 433 millimeter. Den regnigaste månaden är juli, med i genomsnitt 55 mm nederbörd, och den torraste är april, med 16 mm nederbörd.